# Clifford Hugh Douglas
 (avril 2017).
Pour les articles homonymes, voir Douglas.
Clifford Hugh Douglas, né le 20 janvier 1879 à Stockport et mort le 29 septembre 1952, est un ingénieur et un auteur britannique.
Il est connu pour avoir créé le concept de Crédit social.

## Biographie
Il étudia à Cambridge, travailla pour Westinghouse, la Royal Air Force pour des compagnies de chemin de fer à Buenos Aires et à Londres. 
Alors qu'il travaillait pour la RAF, il remarqua que la somme des coûts dépassait la somme des salaires et des dividendes payés. Cela lui semblait contredire les principes de l'économie ricardienne, qui énonçait le contraire.
Douglas rassembla des données pour plus de cent entreprises britanniques et il découvrit que, sauf dans les entreprises allant vers la faillite, la somme des salaires et des dividendes était toujours plus faible que la somme des coûts hebdomadaires.
Douglas publia ses résultats dans l'English Review, où il suggéra que le système des intérêts devait être corrigé pour assurer la justice sociale. Son mouvement prit de l'ampleur au Canada et en Nouvelle-Zélande, où plusieurs ligues furent fondées pour propager cette doctrine.
Son idée de Crédit social autrement appelée dividende social, dividende monétaire, ou dividende universel, consiste à mesurer la croissance de l'économie et de créer la monnaie en proportion de cette croissance et à la distribuer à tous les citoyens de la zone monétaire concernée. Cette méthode est la seule qui permette de créer une véritable monnaie équilibrée selon le Prix Nobel d'économie français Maurice Allais, à l'origine notamment de l'association Bankster. Allais dénonce la création exclusive de monnaie par l'argent dette, qui crée une pyramide de crédits vouée à s'effondrer cycliquement.
Il donna des conférences en Norvège et au Japon pour exposer le problème du crédit. En 1952, il mourut dans sa résidence à Fearnan en Écosse. Il est plusieurs fois mentionné dans la trilogie A Scots Quair de Lewis Grassic Gibbon.
Il est aussi l'auteur de Programme for the Third World War (« Programme pour la Troisième Guerre mondiale ») en 1944.

#### de C. H. Douglas
- Social Credit (1924, Revised 1933) new edition:  December 1979; Institute of Economic Democracy, Canada;  (ISBN 0-920392-26-1)
- Economic Democracy (1920) new edition:  December 1974; Bloomfield Books;  (ISBN 0-904656-06-3)
- The Monopoly of Credit (1931) new edition:  1979; Bloomfield Books;  (ISBN 0-904656-02-0)
- The Use of Money (1935)
- The Alberta Experiment: An Interim Survey (1937)
- The Brief for the Prosecution, Legion for the Survival of Freedom, Incorporated; (December 1986)  (ISBN 0-949667-80-3)
- Whose Service is Perfect Freedom?, Canada; Veritas Publishing Company; (June 1986)  (ISBN 0-949667-64-1)
- The Big Idea, Veritas Publishing Company, Canada; (June 1986)  (ISBN 0-88636-000-5)

#### sur C. H. Douglas
- Major Douglas and Alberta Social Credit by Bob Hesketh  (ISBN 0-8020-4148-5)
- Clifford Hugh Douglas by Anthony Cooney  (ISBN 0-9535077-4-2)